# الإسلام في أبخازيا

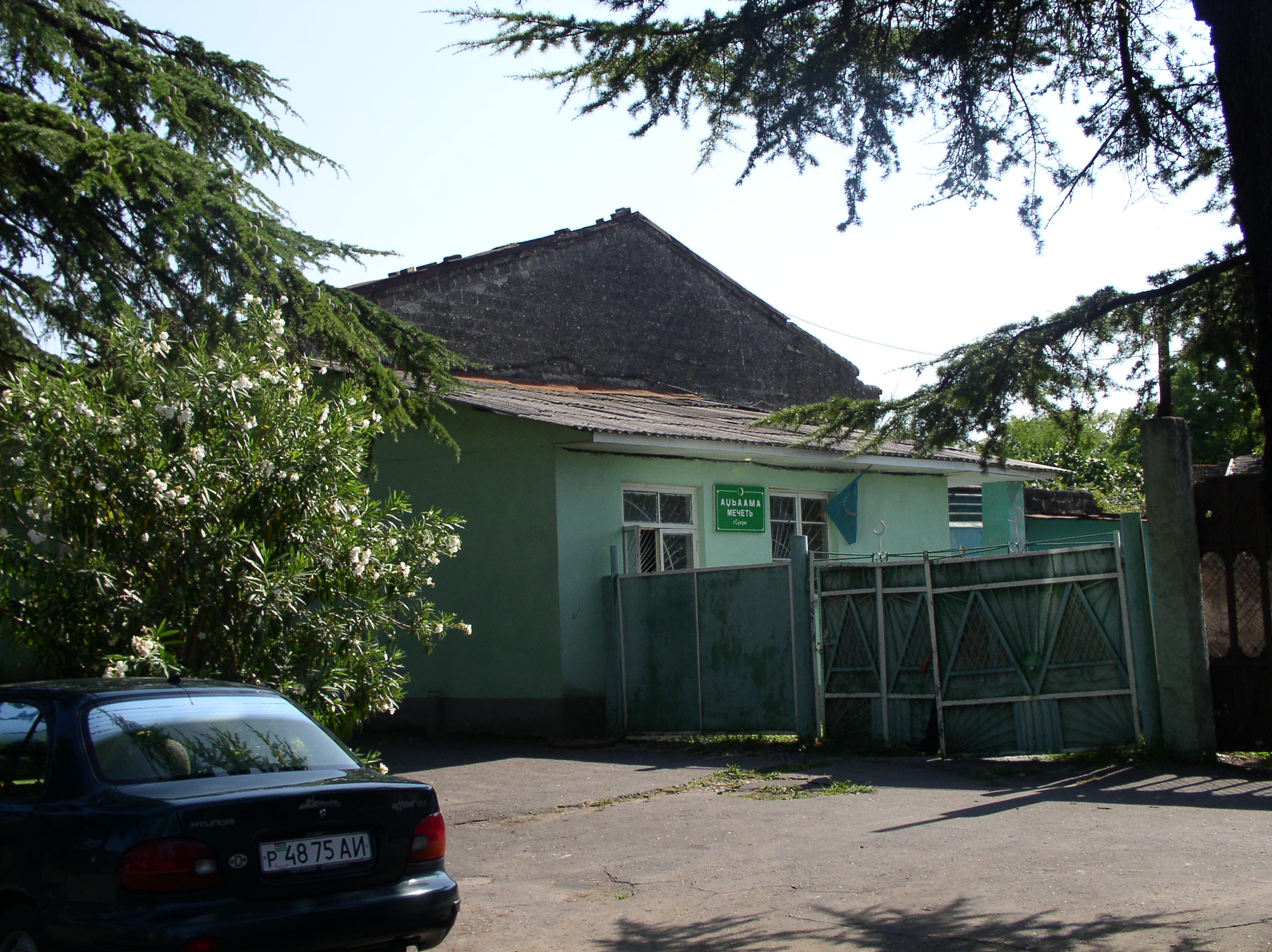
مسجد سوخومي

الإسلام في أبخازيا وفقا لمسح تم في عام 2003 فقد حدد هذا المسح نسبة المسلمين بين الشعب الأبخازي إذ بلغ 16% من المستطلعين مسلمين, وهناك مسجدين قائمين في أبخازيا واحد في غوداوتا والاخر في سوخومي.

## تاريخ الإسلام في أبخازيا
انتشار الإسلام في أبخازيا خلال الفترة التي شهدت هيمنة الدولة العثمانية على المنطقة من الفترة الممتدة بين القرن السادس عشر حتى القرن الثامن عشر، وطوال القرن التاسع عشر الذي شهد الحرب الروسية التركية تم تقسيم أبخازيا على أساس ديني كون المسيحيين عموما موالين لروسيا والمسلمين يقفون إلى جانب العثمانيين ضد روسيا, وقد انتصرت روسيا في نهاية المنطقة في الفترة بين عام 1860 وعام 1870، ونظرا لاندلاع اثنتين من الثورات في ابخازيا فقد أجبر معظم مسلم أبخازيا على الهجرة إلى الدولة العثمانية كما حصل في تهجير الشركس في 1870.
الآلاف من الأبخاز والمعروفين باسم الشركس فروا من أبخازيا إلى الإمبراطورية العثمانية في منتصف القرن التاسع عشر بعد مقاومة الغزو الروسي في القوقاز, واليوم تعتبر تركيا هي موطن لأكبر ومجتمع الشتات الأبخازي في العالم، وقد لختلف في تقديرات حجم الشتات الابخازي فيقول زعماء الشتات أنهم بلغوا مليون شخص، وتتراوح التقديرات الأبخازية أنهم من 150,000 إلى 500,000.
في عام 2009 تلقى المسلمون في أبخازيا لأول مرة دعوة من ملك المملكة العربية السعودية للذهاب إلى الحج في مكة المكرمة، وفي يوم 19 من ديسمبر من العام 2011 عقد المجلس الروحي للمسلمين في أبخازيا المؤتمر الرابع بعد وفاة رئيسها الأول مفتي أبخازيا عدلية قبليه، وانتخب صالح كفاراتسخيله رئيست جديدا للمجلس الروحي لمسلمي ابخازيا، وانتخب رومان جوغليا وتيمور دزيبا نائبين للرئيس.

## جرائم القتل التي لم تحل
قتل داور موتسبا وهو عضو في المجتمع الإسلامي المحلي وزوجته كارين نيرسيسيان في اليوم الثاني من يوليو عام 2007 من قبل مسلح مجهول في ساحة المنزل الذي استأجراه في وسط سوخومي، وكان داور موتسبا يعود من منطقة ادزوبزه في منطقة أوتشامتشيرا، وحدثت حالة قتل أخرى في السابع عشر من شهر آب عام 2007 في حوالى الساعة 13:00 عندما قتل حمزة غيتسبا في غوداوتا، وغيتسبا كان عضوا في المجلس الروحي لمسلمي أبخازيا وزعيم الرسمي للمسلمين في غوداوتا وقد توفي غيتسبا في موقع اطلاق النار، وكان القاتل الملثم أطلق النار على النار من خلال نافذة خلفي من سيارة كرايسلر سرقت قبل بضعة أيام من الحادثة وذلك باستخدام رشاش ناري، وتم العثور على حطام حرق السيارة في وقت لاحق على مشارف المدينة، وغيتسبا المتوفى من الذين قاتلوا ضد الجورجيين خلال حرب 1992 - 1993، والذي كان من بين الخاطفين الموالين للشيشان من ركاب السفينة التركية ام في افراسيا في عام 1996، وأدت غيرها من أشكال العنف ضد المسلمين إلى مخاوف جدية من قبل المجتمع الأبخازي، ووقع حادث مماثل في غوداوتا في الثامن تشرين الأول عام 2010 لرجل يبلغ من العمر 34 سنة اسمه رسول بيليه وجد ميتا خارج المسجد وكان سبب الوفاة إطلاق نار من السيارة من نوع فولكس واجن والتي كانت مسجلة لمقيم خيمكي من محافظة موسكو، وقد وجدة محرقة بعد نحو ساعة من وقوع الجريمة خارج قرية اشاندارا بالقرب من غوداوتا.
وأعلن في حزيران من عام 2012 جزء من التحقيق في محاولة اغتيال فبراير 2012 على الرئيس ألكساندر أنكفاب, وفاحت الشرطة أيضا قضية محاولة اغتيال إمام المسجد سوخومي صالح كفاراتسخيليه في يوليو من عام 2010 ولم يثبت ما إذا كان هناك اتصال في حالة القتل في غاغرا في السابع عشر من تموز عام 2010 على اميل شاكماش أوغلي عضوا في المجلس الروحي لمسلمي أبخازيا وعضو الغرفة العامة في أبخازيا وقال انه كان في السابق نائب رئيس غرفة أبخازيا، اميل شاكماش أوغلي أصيب بعيار ناري في باحة منزله حوالى الساعة 2:00 بعد عودته من متجره.